# Me & My Guitar
Me & My Guitar – drugi solowy album studyjny polskiego gitarzysty i wokalisty Grzegorza Skawińskiego. Wydawnictwo ukazało się 12 marca 2012 roku nakładem wytwórni muzycznej Universal Music Polska. Gościnnie w nagraniach wzięli udział: Adam Tkaczyk, Waldemar Tkaczyk, Mariusz Zaczkowski, Bernard Maseli, Jacek Królik, Marek Raduli, Jacek Polak, Adam "Nergal" Darski, Piotr Łukaszewski oraz Marek Napiórkowski. W ramach promocji do utworu "Strength to Carry On" został zrealizowany teledysk, który wyreżyserował Bartosz Piotrowski.
Nagrania dotarły do 7. miejsca listy OLiS.

## Lista utworów
Źródło:.
1. „Ship of Fools” (muz. i sł. Grzegorz Skawiński) – 4:51
2. „New Better World” (muz. i sł. Grzegorz Skawiński) – 4:16
3. „Last Thing” (muz. i sł. Grzegorz Skawiński) – 3:12
4. „Me & My Guitar” (muz. i sł. Grzegorz Skawiński) – 4:21
5. „Return To Innocence” (muz. i sł. Grzegorz Skawiński) – 5:06
6. „Stratosphere” (muz. i sł. Grzegorz Skawiński) – 3:52
7. „Strength To Carry On” (muz. i sł. Grzegorz Skawiński) – 4:08
8. „21-st Century Blues” (muz. i sł. Grzegorz Skawiński) – 4:01
9. „Over The Mountain” (muz. i sł. Grzegorz Skawiński) – 3:56

## Twórcy
Źródło:.

- Grzegorz Skawiński – instrumenty klawiszowe (1, 3, 4), gitara elektryczna, gitara akustyczna, śpiew
- Adam Tkaczyk – perkusja (1-8)
- Waldemar Tkaczyk – gitara basowa (1-7)
- Mariusz Zaczkowski – instrumenty klawiszowe (1, 2, 5-7, 9)
- Marcin „Kajtek” Makowiec – realizacja nagrań
- Jacek Gawłowski – miksowanie, mastering
- Mariusz Kowal – foto, projekt graficzny
- Bernard Maseli – wibrafon elektryczny (8)
- Jacek Królik – gitara (4)
- Marek Raduli – gitara (4)
- Jacek Polak – gitara (4)
- Adam „Nergal” Darski – gitara (4)
- Piotr Łukaszewski – gitara (4)
- Marek Napiórkowski – gitara (4)
- Michał Sasinowski – saksofon altowy, saksofon barytonowy, róg (8)
- Piotr Urbański – trąbka (8)